# 天津中医药大学第二附属医院
天津中医药大学第二附属医院，简称天津中医二附属、中医二附院，位于中华人民共和国天津市河北区增产道69号。1957年，在天津市工人医院的基础上筹建天津中医医院，1963年建成，后转隶属于天津中医学院。1969年，天津中医学院迁至河北省石家庄市后，医院改隶属于天津市卫生局，更名为天津市王串场中医医院。1970年，划归隶属于天津市河北区卫生局。1978年4月25日，国务院批准重建天津中医学院。1980年2月，天津市王串场中医医院转隶属于天津中医学院，更名为天津中医学院第二附属医院。2006年，天津中医学院更名天津中医药大学后，医院更名为天津中医药大学第二附属医院。